# Ma Menglu
En aquest nom xinès, el cognom és Ma.
Ma Menglu (24 de setembre de 1997) és una ciclista xinesa, especialista en el ciclisme en pista. Va guanyar la medalla d'or en la persecució per equips al Campionat Asiàtic de Ciclisme de 2016.

## Palmarès en pista
- 2016
  - Campiona d'Àsia en Persecució per equips (amb Huang Dongyan, Wang Hong i Chen Lulu)